# Озёрненское городское поселение
Озёрненское городско́е поселе́ние — муниципальное образование в Духовщинском районе Смоленской области Российской Федерации.
Административный центр — посёлок городского типа Озёрный.

## География
Расположено на севере района. Площадь — 20 км². 
Граничит:
- на севере — через Смоленское водохранилище — с Тверской областью
- на востоке, юге и западе — с Пречистинским сельским поселением.

## Население
| 2012  | 2013  | 2014  | 2015  | 2016  | 2017  | 2018  |
| ----- | ----- | ----- | ----- | ----- | ----- | ----- |
| 5977  | ↘5824 | ↘5723 | ↘5705 | ↘5651 | ↘5603 | ↘5520 |
| 2019  | 2020  | 2021  | 2024  |       |       |       |
| ↘5476 | ↘5403 | ↘5205 | ↘4938 |       |       |       |

## Населённые пункты
В состав городского поселения входят 6 населённых пунктов:
| № | Населённый пункт | Тип     | Население |
| - | ---------------- | ------- | --------- |
| 1 | Озёрный          | пгт     | ↘4763     |
| 2 | Вишнёвка         | деревня | 31        |
| 3 | Горки            | деревня | 40        |
| 4 | Дубовицы         | деревня | 40        |
| 5 | Мужицкое         | деревня | 10        |
| 6 | Табор            | деревня | 78        |